# Colegiata de San Pedro (Ponts)
La colegiata de San Pedro es de estilo románico-lombardo de los siglos XI y XII.Situado cerca de la población de Ponts en la comarca catalana de la Noguera.

## Historia
Documentada en el año 1024 durante la época de Ermengol II de Urgel, sin embargo fue el conde Ermengol VI quien hizo donaciones para que se estableciera un monasterio benedictino en el año 1143; este no llegó a fundarse y sí lo hizo una canónica agustina en 1169, siendo obispo de Urgel, Arnau de Preixens. Permanecieron hasta el siglo XIV.
Declarado monumento nacional en el año 1931.

## La iglesia
De una sola nave, cubierta con bóveda de medio cañón y tres ábsides en forma de crucero con cimborrio octogonal, tiene en el exterior decoración de arquillos y lesenas. En 1839 fue saqueada y quemada por las tropas carlinas, siendo posteriormente restaurada.